# CD7
CD7 (англ. CD7 molecule) – білок, який кодується однойменним геном, розташованим у людей на короткому плечі 17-ї хромосоми. Довжина поліпептидного ланцюга білка становить 240 амінокислот, а молекулярна маса — 25 409.
| 10         |  | 20         |  | 30         |  | 40         |  | 50         |
| ---------- |  | ---------- |  | ---------- |  | ---------- |  | ---------- |
| MAGPPRLLLL |  | PLLLALARGL |  | PGALAAQEVQ |  | QSPHCTTVPV |  | GASVNITCST |
| SGGLRGIYLR |  | QLGPQPQDII |  | YYEDGVVPTT |  | DRRFRGRIDF |  | SGSQDNLTIT |
| MHRLQLSDTG |  | TYTCQAITEV |  | NVYGSGTLVL |  | VTEEQSQGWH |  | RCSDAPPRAS |
| ALPAPPTGSA |  | LPDPQTASAL |  | PDPPAASALP |  | AALAVISFLL |  | GLGLGVACVL |
| ARTQIKKLCS |  | WRDKNSAACV |  | VYEDMSHSRC |  | NTLSSPNQYQ |  |            |

A: Аланін

C: Цистеїн

D: Аспарагінова кислота

E: Глутамінова кислота

F: Фенілаланін

G: Гліцин

H: Гістидин

I: Ізолейцин

K: Лізин

L: Лейцин

M: Метіонін

N: Аспарагін

P: Пролін

Q: Глутамін

R: Аргінін

S: Серин

T: Треонін

V: Валін

W: Триптофан

Кодований геном білок за функцією належить до рецепторів. 
Задіяний у таких біологічних процесах, як адаптивний імунітет, імунітет. 
Локалізований у мембрані.